# Kandholhudhoo (Raa)
Pour les articles homonymes, voir Kandholhudhoo.
Kandholhudhoo est une île à présent inhabitée de l'atol de Raa aux Maldives.
Elle a été détruite lors du tsunami de 2004 dans l'océan Indien, et ses habitants de l'époque ont été déplacés provisoirement sur l'île de Ungoofaaru avant d'être relogés en 2008 sur l'île de Dhvuvaafaaru.
L'île a été déclarée inhabitable par le gouvernement.